# Cao nguyên Pleiku

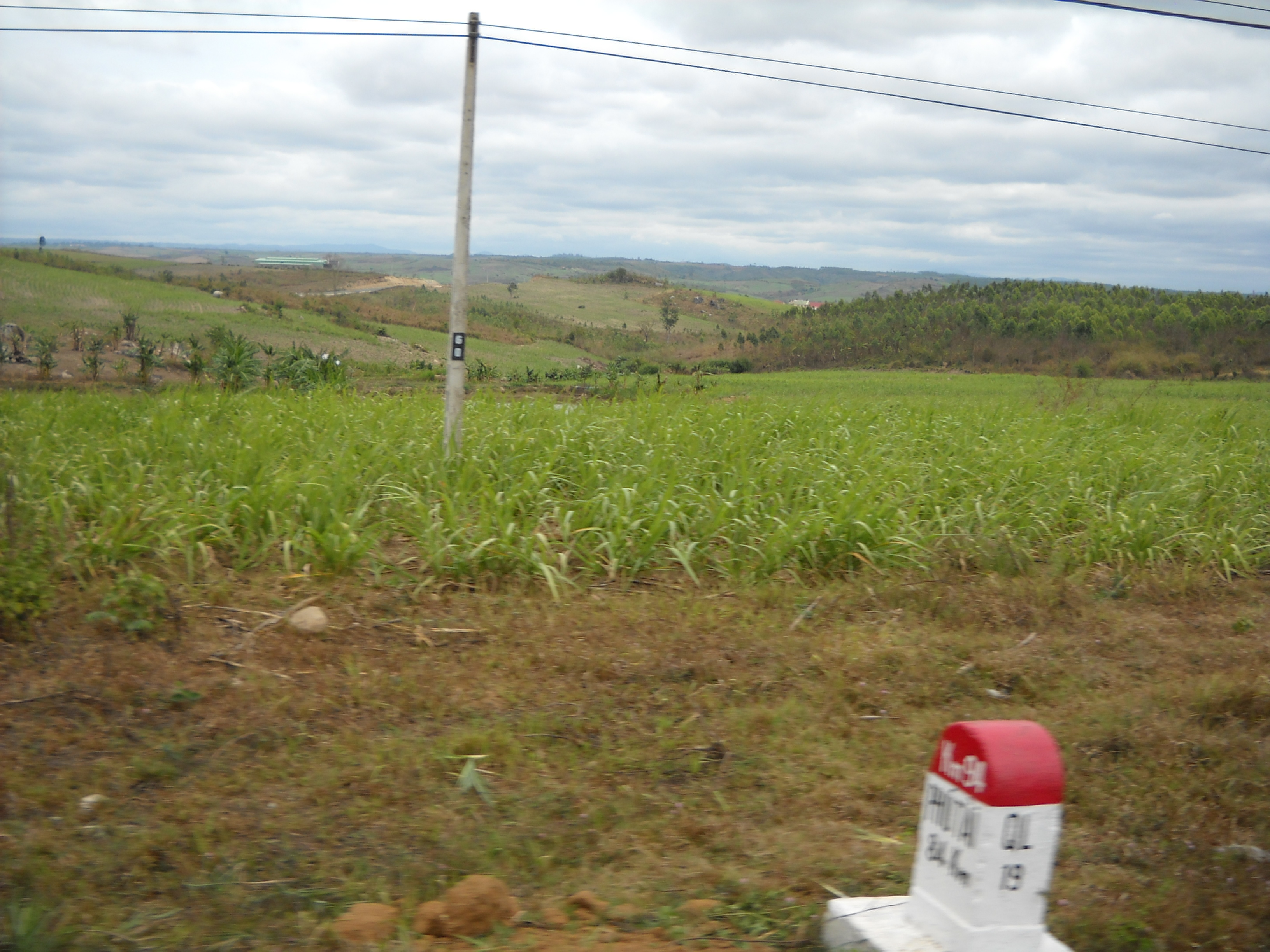
Trên cao nguyên Pleiku

Cao nguyên Pleiku là một cao nguyên ở Tây Nguyên, có phần lớn diện tích thuộc tỉnh Gia Lai, bao gồm thành phố Pleiku và các huyện, thị xã gần đó.

## Đặc điểm
Cao nguyên có độ cao trung bình 800 m, điểm cao nhất ở núi Kon Ka King ở độ cao 1.761 m, đèo An Khê nằm ở phía đông là cửa ngõ đi lên cao nguyên từ Bình Định, ở trung tâm của cao nguyên có hồ lớn gọi là Biển Hồ (hồ T'Nưng).

## Vị trí
Phía bắc là cao nguyên Kon Tum với giới hạn là sông Đắk Pơ ne, phía đông là tỉnh Bình Định, phía nam cách cao nguyên Đắk Lắk khoảng 50 km, địa hình phía tây thấp dần về phía biên giới với Campuchia.